# Bahnstrecke Dieren–Apeldoorn
| Eine Dampflokomotive der Veluwsche Stoomtrein Maatschappij |                      |                 |                 |
| |                      |                 |                 |
| Streckenlänge: | 21,7 km              |                 |                 |
| Spurweite: | 1435 mm (Normalspur) |                 |                 |
| |                      |                 |                 |
| Provinzen: | Gelderland           |                 |                 |
| Verlauf |                      |                 |                 |
| \| \| \| von Arnhem \| \| \| \| 0 \| Dieren \| Dieren \| \| \| \| nach Leeuwarden \| \| \| \| 4 \| Laag-Soeren \| Laag-Soeren \| \| \| 7 \| Eerbeek \| Eerbeek \| \| \| 11 \| Loenen \| Loenen \| \| \| 14 \| Immenbergweg \| Immenbergweg \| \| \| \| A 50 \| \| \| \| 16 \| Beekbergen \| Beekbergen \| \| \| \| A 1 \| \| \| \| \| Apeldoorn Zuid \| \| \| \| 19 \| Zwanenspreng \| Zwanenspreng \| \| \| \| von Zutphen \| \| \| \| \| von Deventer \| \| \| \| 22 \| Apeldoorn \| Apeldoorn \| \| \| \| nach Amsterdam \| \| |                      |                 |                 |
| Strecke |                      | von Arnhem      | von Arnhem      |
| Bahnhof | 0                    | Dieren          | Dieren          |
| Abzweig geradeaus und nach rechts |                      | nach Leeuwarden | nach Leeuwarden |
| ehemaliger Bahnhof | 4                    | Laag-Soeren     | Laag-Soeren     |
| Bahnhof | 7                    | Eerbeek         | Eerbeek         |
| Bahnhof | 11                   | Loenen          | Loenen          |
| Haltepunkt / Haltestelle | 14                   | Immenbergweg    | Immenbergweg    |
| Strecke mit Straßenbrücke |                      | A 50            | A 50            |
| Bahnhof | 16                   | Beekbergen      | Beekbergen      |
| Strecke mit Straßenbrücke |                      | A 1             | A 1             |
| Dienststation / Betriebs- oder Güterbahnhof |                      | Apeldoorn Zuid  | Apeldoorn Zuid  |
| ehemaliger Haltepunkt / Haltestelle | 19                   | Zwanenspreng    | Zwanenspreng    |
| Abzweig geradeaus und von rechts |                      | von Zutphen     | von Zutphen     |
| Abzweig geradeaus und von rechts |                      | von Deventer    | von Deventer    |
| Bahnhof | 22                   | Apeldoorn       | Apeldoorn       |
| Strecke |                      | nach Amsterdam  | nach Amsterdam  |

Die Bahnstrecke Dieren–Apeldoorn ist eine Eisenbahnstrecke in der niederländischen Provinz Gelderland, die von Dieren nach Apeldoorn führt, und heute als Museumsbahn dient.

## Geschichte
Die Bahnstrecke wurde von der Koninglijke Nederlandsche Locaalspoorweg-Maatschappij (KNLS) angelegt und am 2. Juli 1887 eröffnet. Gemeinsam mit der Bahnstrecke Apeldoorn–Zwolle, die ebenfalls von der Koninglijke Nederlandsche Locaalspoorweg-Maatschappij gebaut wurde, wurde dieses Bauvorhaben auf Antrag des Ministerie van Oorlog (deutsch Ministerium für Krieg) als Hauptbahn durchgeführt. Man wollte damit sicherstellen, dass im Falle eines Angriffes aus dem Osten noch Bahnstrecken westlich der IJssel genutzt werden könnten. 
Der Zugverkehr wurde von der Hollandsche IJzeren Spoorweg-Maatschappij betrieben. Befahren wurde die Bahnstrecke sowohl von Personen- als auch von Güterzügen. Im Jahr 1920 ging die Koninglijke Nederlandsche Locaalspoorweg-Maatschappij in die Hollandsche IJzeren Spoorweg-Maatschappij auf, welche wiederum seit 1938 mit den Staatsspoorwegen die Nederlandse Spoorwegen bildet. Am 1. August 1950 stellten die Nederlandse Spoorwegen den Personenverkehr ein. Auf dem Teilstück Loenen–Eerbeek fuhren die letzten Güterzüge im Jahr 1964. Zwischen Beekbergen und Loenen endete der Betrieb fünf Jahre später, die Stilllegung des Abschnittes Apeldoorn VAM–Beekbergen erfolgte 1972. 
Seit 1975 wird die Bahnlinie von der Veluwsche Stoomtrein Maatschappij als Museumsbahn betrieben. Der Güterverkehr zwischen Dieren und Eerbeek wurde 1984 aufgehoben. Auf dem Abschnitt Apeldoorn–Apeldoorn VAM verkehren noch die letzten Güterzüge. 2012 entstanden Pläne für eine Bahnverbindung zwischen Arnhem und Apeldoorn über die Bahnstrecke Dieren–Apeldoorn. Die Veluwsche Stoomtrein Maatschappij, die Besitzer der Strecke ist, fürchtete das Ende ihres Betriebs und widersprach dem Vorhaben. Auch die Bewohner von Eerbeek und Lieren protestierten gegen die Pläne. Im Februar 2013 gab die Provinz Gelderland bekannt, dass man die Pläne nicht realisieren werde. Grund dafür seien finanzielle Probleme und die enorme Dauer, die für die Reaktivierung der Bahnstrecke beansprucht werden müsse. Alternativ denkt man über eine schnellere Busverbindung zwischen Arnhem und Apeldoorn nach.

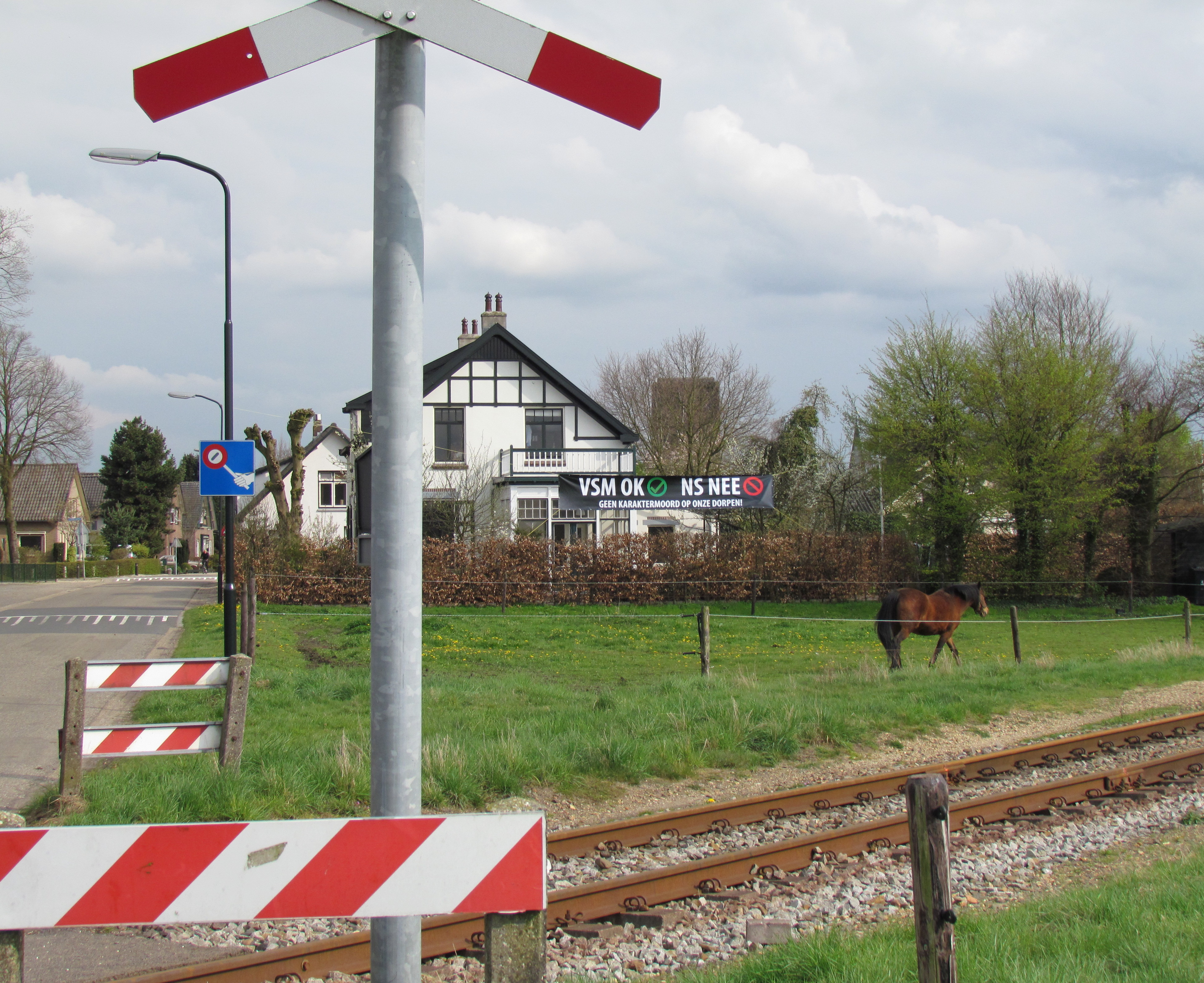
Protestaktion in Lieren: „VSM OK, NS nee: geen karaktermoord op onze dorpen“ (deutsch „VSM okay, NS nein: kein Charaktermord an unsere Dörfer“)

## Bahnhöfe

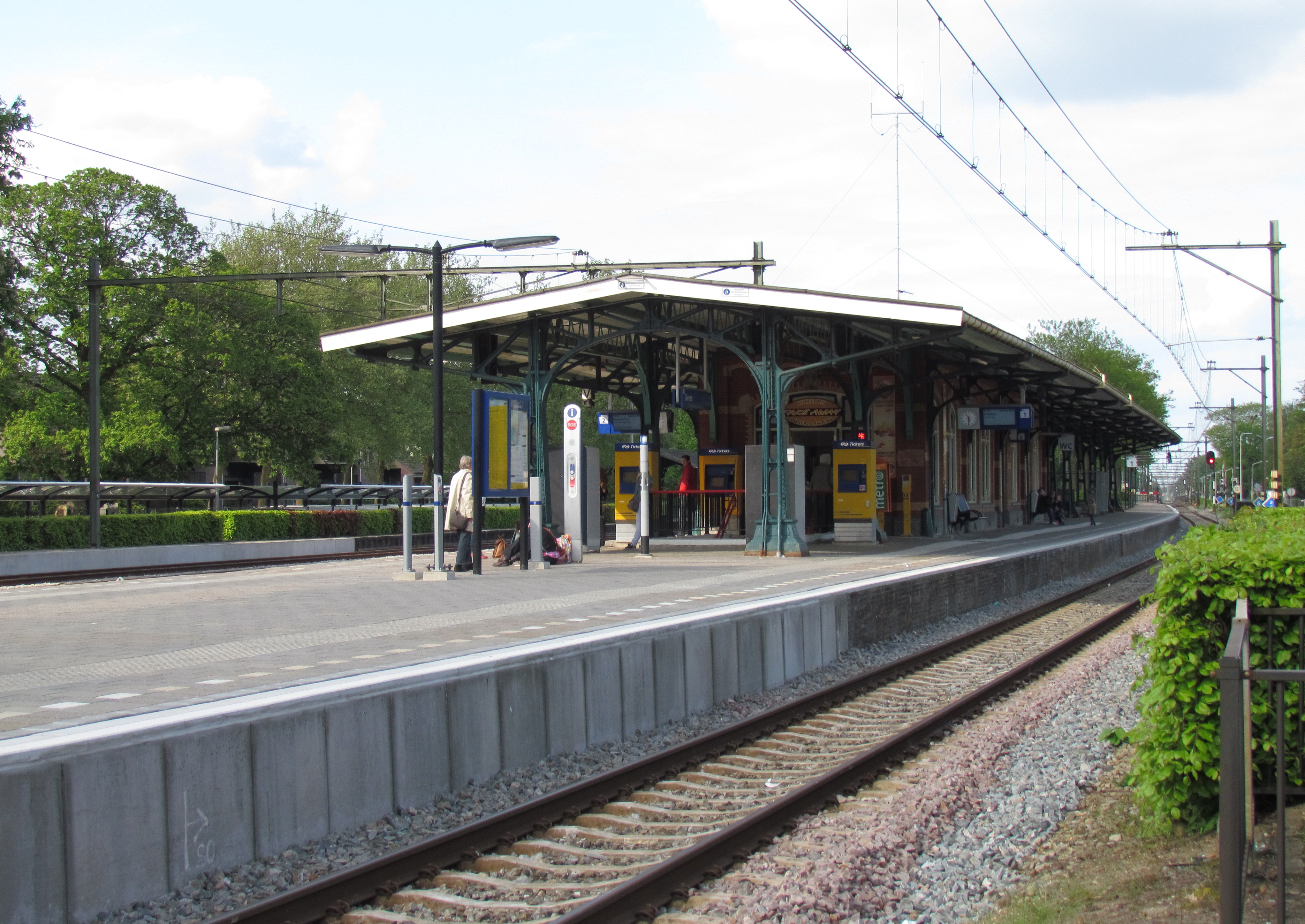
Dieren
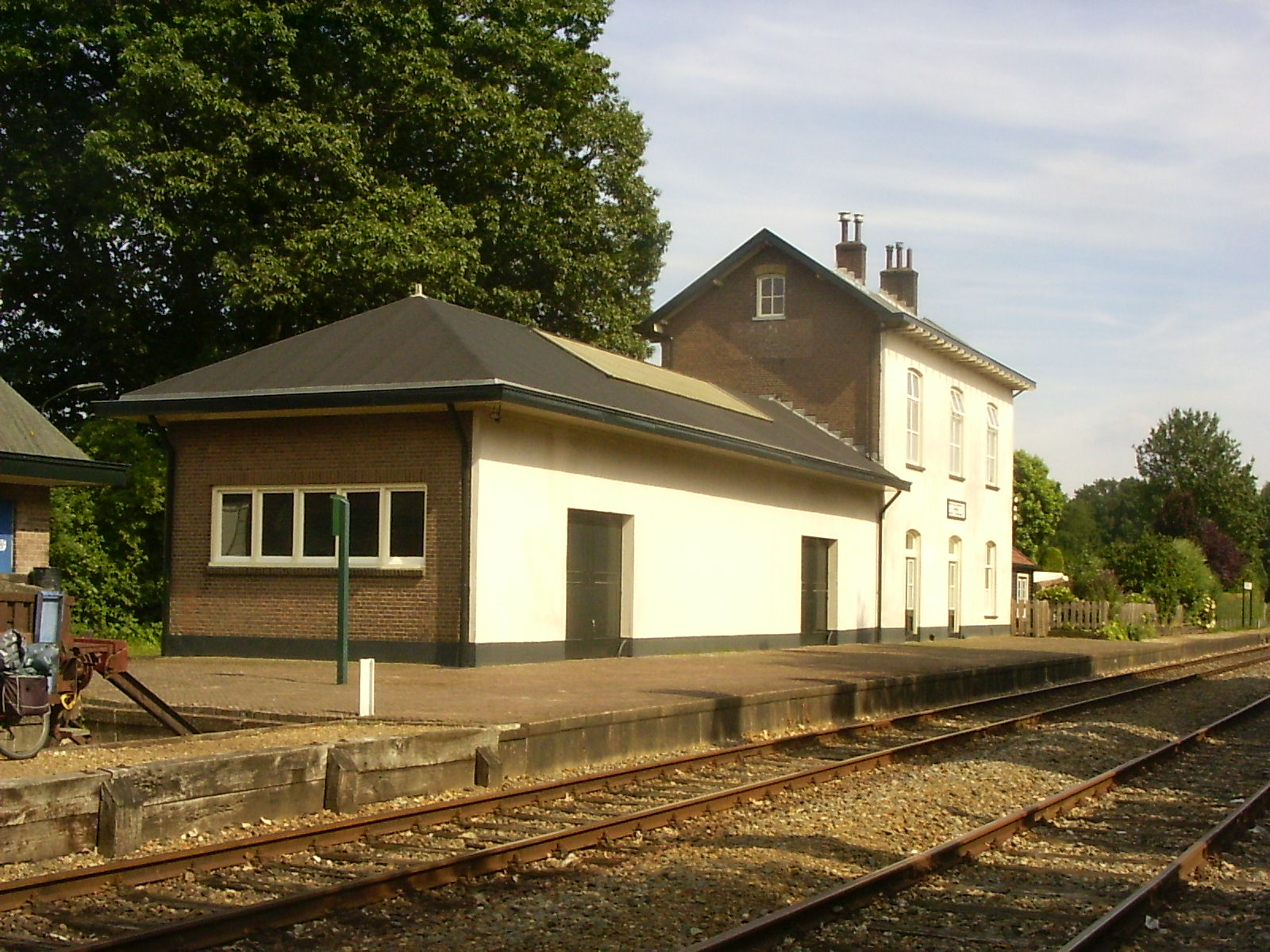
Eerbeek
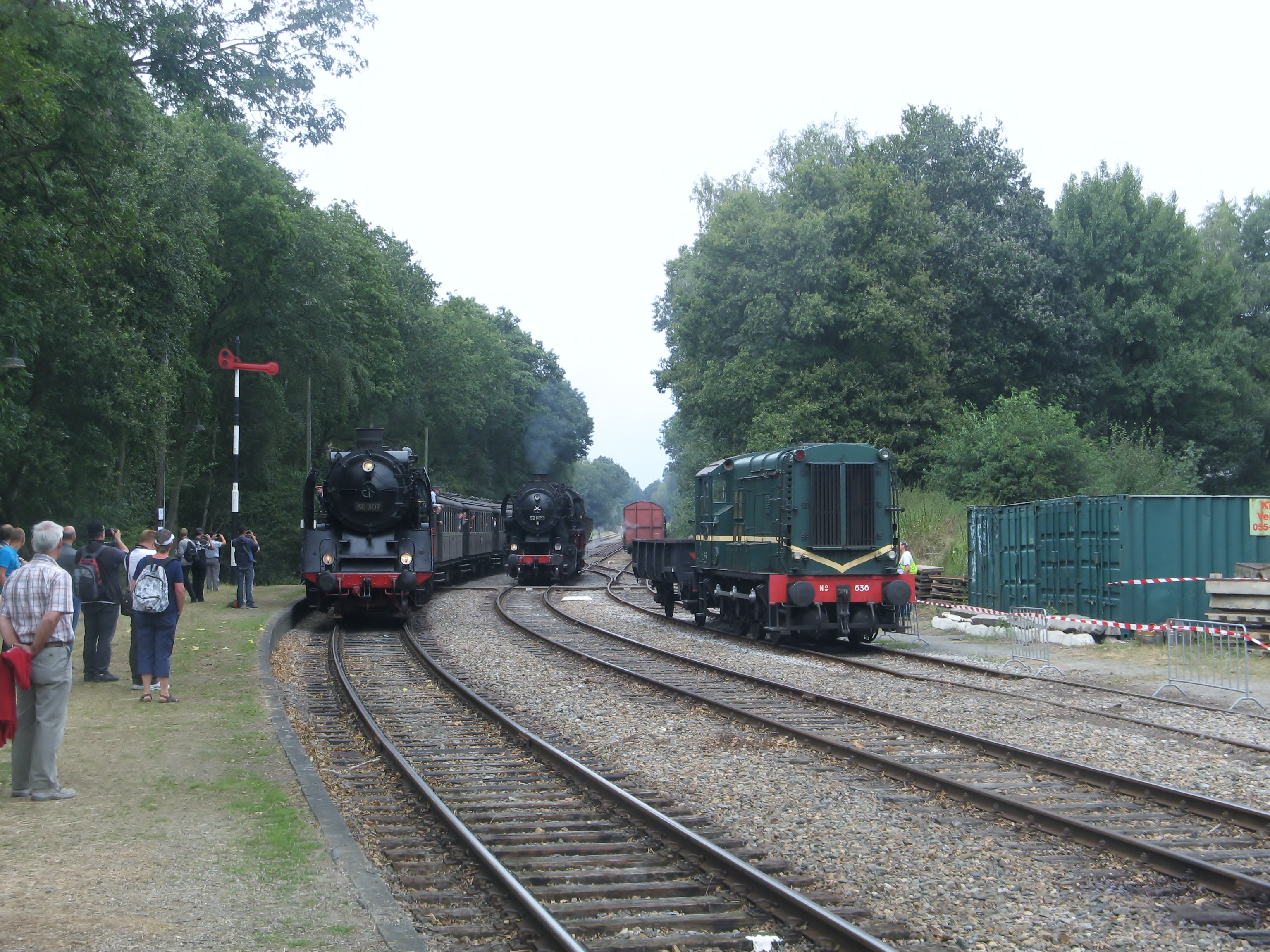
Loenen
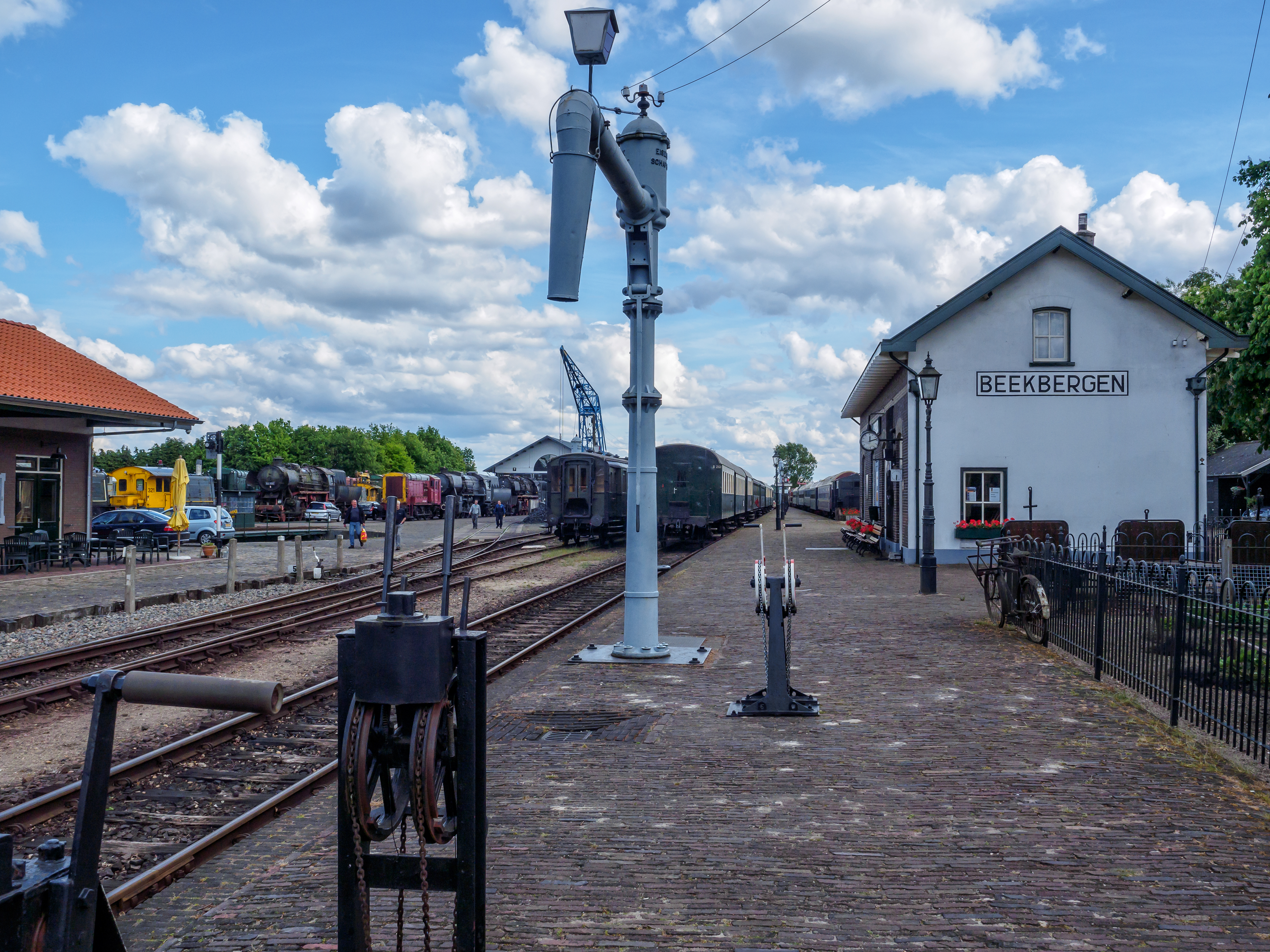
Beekbergen
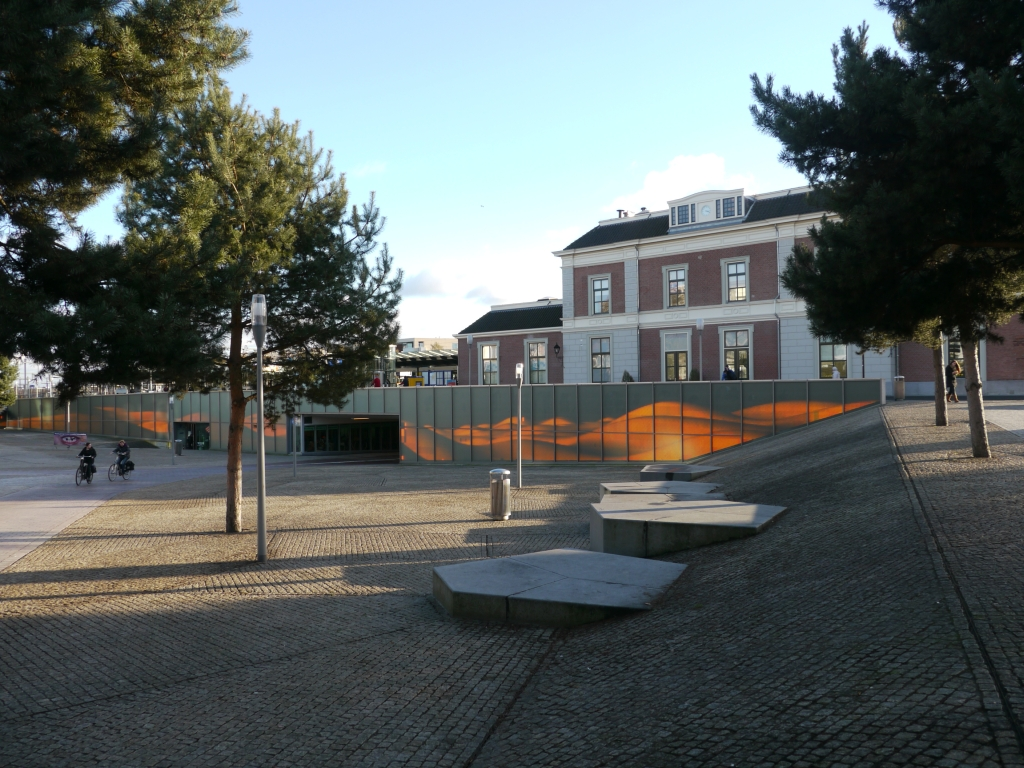
Apeldoorn